# گراتایپس
گراتایپس (به اسپانیایی: Gratallops) یک شهرستان در اسپانیا است که در استان تاراگونا واقع شده‌است.

## خصوصیات
گراتایپس ۱۳٫۵ کیلومترمربع مساحت و ۲۶۶ نفر جمعیت دارد و ۳۰۱ متر بالاتر از سطح دریا واقع شده‌است.